# Свеаланд
Свеаланд е наименование за централния исторически регион в Швеция. Името на Швеция (шв. Sverige) е видоизменена форма на старошведската дума Svearike, държава на свеите. Първоначално е обозначавало всички територии, подчинени на шведския монарх, но впоследствие значението се стеснява за изконните части, или същинска Швеция.
На север е граничи с Норланд, на запад Скандинавския планински масив го отделя от Норвегия, на юг от Йоталанд го делят гъсти гори (Колморден, Тиведен, Тюльоског), а на изток се мие от водите на Балтийско море. В него се включват: източната част Мелардолен около езерото Меларен и столицата Стокхолм, североизточната част Рослаген, минната област Бергслаген в средата и Даларна на запад.
В Свеаланд се включват провинциите:
- Вермланд (исторически по-скоро част от Йоталанд)
- Вестманланд
- Даларна
- Нерке
- Сьодерманланд
- Упланд